# Roer (schip)

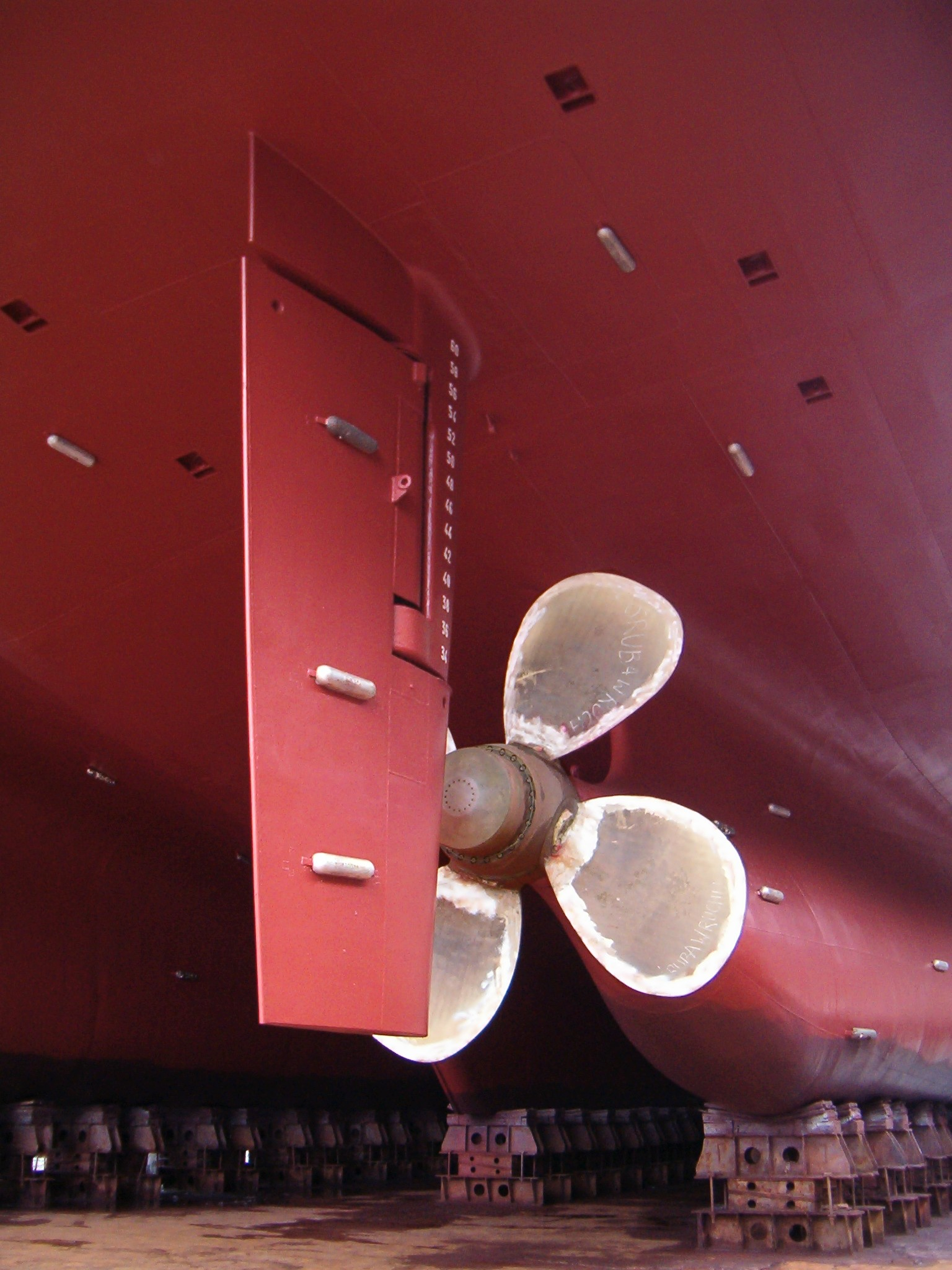
Stuurboords semibalansroer van een dubbelschroever

Een roer van een vaartuig is een beweegbaar stuurvlak, dat dient om een schip op koers te houden of gecontroleerd van koers te doen veranderen. 
Scheepsroeren kunnen aan een schip worden gehangen met pennen (roerhaken) aan het roer, die in ringen passen die aan de achtersteven bevestigd zijn. Zo'n ring heet een vingerling en bij grote diameters vroeger ook wel duimling. De helmstok wordt dan aan het roer zelf bevestigd. Een andere vorm is een roer dat om een as draait – de roerkoning - die door het achterschip wordt gestoken. Op de roerkoning kan een helmstok worden gebruikt, waarmee het roer dan rechtstreeks wordt bediend. Een andere oplossing is met een kwadrant, dat op of aan de roerkoning wordt bevestigd. Bij oude binnenschepen met een doorlopende ketting die naar het stuurwiel in het stuurhuis liep, maar moderne binnenschepen hebben net zoals zeeschepen hydraulische aandrijvingen, stuurmachines. Moderne roeren hebben meestal een profiel.
Er zijn veel verschillende type roeren, afhankelijk van de beschikbare ruimte en de vereiste manoeuvreerbaarheid. De werking is gebaseerd op de liftkracht die optreedt zodra een profiel onder een hoek wordt aangestroomd. Deze kracht neemt toe met toenemende invalshoek tot een maximum is bereikt, waarna deze afneemt. Bij schepen kent men het doorgestoken roer en het aangehangen roer. Doorgestoken roeren hangen onder een schip, veelal in een schroefraam; aangehangen roeren scharnieren aan de achterkant van het schip. 
Roeren worden ook wel gebruikt als stabilisator om de scheepsbewegingen 'rollen' en 'stampen' te dempen.
Roeren zijn in verschillende vormen al in gebruik sinds het begin van de geschreven geschiedenis en mogelijk daarvoor. Ook tegenwoordig is nog vrijwel elk schip ermee uitgerust.

## Ontwikkeling

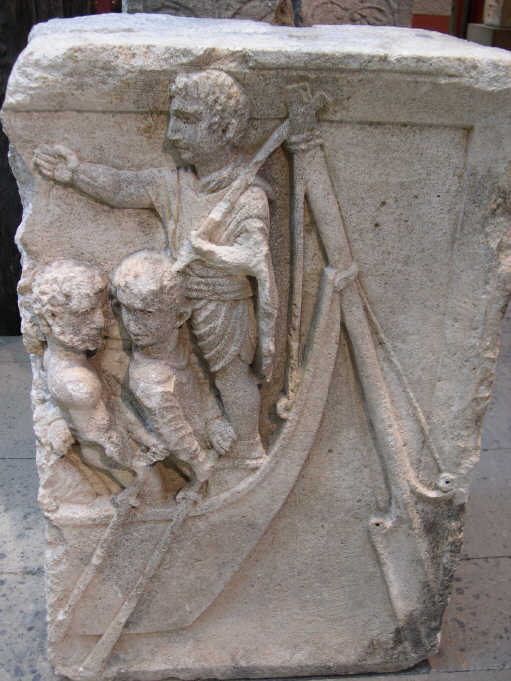
Roer op een Romeins rijnschip

Stevenroer met roerpen en vingerling

Riemen aan de zijkant van een schip om te sturen zijn aangetroffen op kunstwerken, modellen en zelfs overblijfselen van echte schepen uit het derde millennium v.Chr. in het oude Egypte. Later werden de riemen meer richting het achterschip gebracht. In de eerste eeuw werd het stevenroer ontwikkeld in het Chinees keizerrijk. Er is een 2000-jaar oud grafmodel teruggevonden dat reeds een dergelijk roer draagt. De Romeinen hadden roerbladen aan beide zijden van hun galeien en koopvaardijschepen. Deze werden bediend door een of twee roergangers, die beide roeren met twee lange helmstokken bediende. Ook de Noormannen gebruikten al een roerblad op hun drakkars, dat bestuurd werd met een helmstok. Het roer bevond zich achteraan stuurboord (vandaar de naam) buiten de scheepsromp. Voor die tijd werd er gestuurd met een zijroer, van één (Europees) of twee (Mediterraan) stuurriemen.
Met het groter worden van schepen werden deze moeilijker bestuurbaar met stuurboordriemen — die ondanks de naam ook aan bakboord konden worden opgehangen. De schepen van het Hanzeverbond, hulci of Hulk genoemd, waren als eerste met een stevenroer uitgerust. Dit roer verschilde van het Chinese roer, doordat het scharnierend aan de achtersteven was bevestigd. Later werd hun voorbeeld nagevolgd bij de middeleeuwse kogge-, kraak- en karveelschepen. Het duurde tot het einde van de dertiende eeuw voor dit in Europa algemeen werd ingevoerd. Omdat het stevenroer, zeker in de onstuimige noordelijke wateren, op een groot schip makkelijker en efficiënter was, gaf het de aanzet tot schaalvergroting van de schepen. 
De oudste bekende afbeelding van een schip met stevenroer in Europa is te zien op een steen in de gevel van Winchester Cathedral en is afkomstig van een doopvont uit 1180. Dit waren zeer hoge roeren die geplaatst werden op de verhoogde kielverlengenis, aan de ronding van het achterschip. Aan dek of onderdeks van de achtercampagne, stond de roerganger aan de roerstok. Het roer was toen verbonden met touwen of kettingen aan de helmstok, of direct aan de helmstok bovendeks. 
Het is opvallend dat alle afbeeldingen uit de 13e eeuw van schepen met een stevenroer (dit zijn hoofdzakelijk stadszegel en wapens) laten zien dat het roer direct solide was uitgevoerd en opgehangen werd aan ruim bemeten vingerlingen (ophanghaken). Op de kleinere schepen is de stuurriem tot zeker in de 15e eeuw in gebruik gebleven.

## Profiel
Het profiel kan symmetrisch zijn, asymmetrisch, gewelfd, of symmetrisch met een flap.
Asymmetrische roeren worden zo gevormd dat ze zijn aangepast aan de aanstroming van de links- of rechtsdraaiende schroef om zo cavitatie te verminderen.
Gewelfde roeren komen vaak dubbel voor, om de zijdelingse component van de opgewekte liftkracht op te heffen. Deze liftkracht heeft ook een voorwaartse component, extra stuwkracht vergelijkbaar met een kortstraalbuis.
Door gebruik te maken van een flap kan de liftkracht vergroot worden zonder dat loslating optreedt door de flap een grotere hoek te laten maken dan het roer zelf.
Vanwege de schroef-roer-interactie worden er ook wel vinnen en bulbs op het roer geplaatst.

## Typen

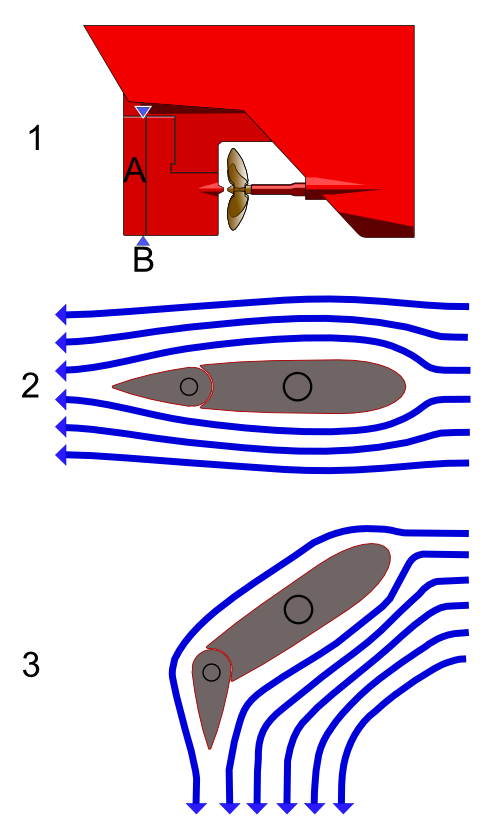
Beckerroer- of flaproerprincipe

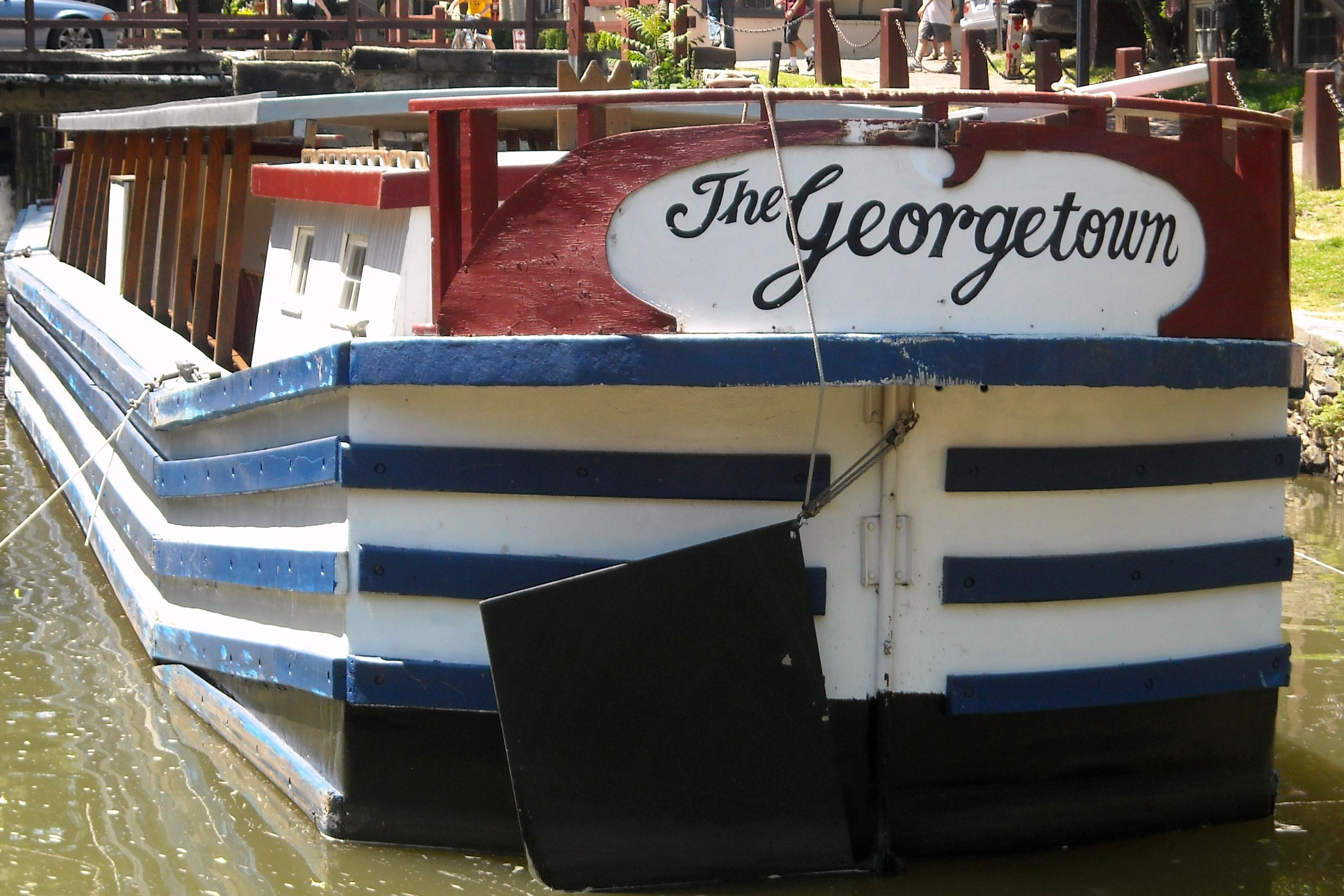
Ophaalroer

Er zijn verschillende manieren om roeren onder te verdelen. Men onderscheidt:
- enkelplaatroeren;
- stroomlijn- of profielroeren;
- roeren met vaste leidkop.

Een ander onderscheid is de ophanging:
- aan de boven- en onderzijde gelagerd (Oertz-roer, Simplex-balansroer);
- alleen aan de bovenzijde gelagerd (spaderoer);
- aan bovenzijde en in het midden gelagerd (Mariner-roer).

Plaats van de roerkoning:
- ongebalanceerde roeren, waarbij de roerkoning de voorkant van het roer is;
- balansroeren, waarbij het hart van de roerkoning tussen 1/4 en 1/7 van de voorzijde van het roer ligt;
- halfgebalanceerde roeren, die een vaste leidkop hebben die meetelt als roeroppervlak.

1. Simplex-balansroer: het meest toegepaste roer. Een simplexroer is ook aan de benedenzijde gelagerd.
2. Semi-balansroer: een combinatie tussen twee types. De as grijpt verticaal halverwege het roer aan. De bovenkant van het roer is te beschouwen als een ongebalanceerd roer, de onderkant als een gebalanceerd roer. Voor dit type wordt gekozen als het roeroppervlak zo groot is dat een enkele ophanging niet voldoet, maar enige balanswerking gewenst is om de stuurmachine niet te groot te laten worden.
3. Gebalanceerd spaderoer: een spaderoer is alleen aan de bovenzijde gelagerd, waardoor de roerkoning zwaarder uitgevoerd moet worden. Deze wordt toegepast bij schepen met een lang geveegd achterschip en waar men de stuurmachine zo klein mogelijk wil houden.
4. Balansroer: bij dit type zit de roerkoning niet direct aan de voorkant van het roer, maar iets naar achteren. Dit type is ontwikkeld in China en pas in de twintigste eeuw in Europa geïntroduceerd. Dit type manoeuvreert bij weinig vaart minder goed dan een ongebalanceerd roer. Er is minder kracht nodig om het roer te draaien dan bij een ongebalanceerd roer, doordat de aanstroming op het roerblad voor de roerkoning de kracht achter de roerkoning compenseert. Het is echter niet mogelijk om het roer zo te ontwerpen dat deze krachten elkaar tijdens de gehele roeruitslag compenseren.
5. Ongebalanceerd roer: bij dit roer zit de roerkoning direct aan de voorkant van het roer. Bij weinig vaart manoeuvreert dit type goed. Dit type wordt gekozen als de vorm van het achterschip geen ruimte overlaat voor een balansroer.

### Oertz-roer
Dit roer, genaamd naar jachtontwerper Max Oertz, bestaat uit een gestroomlijnde vaste kap voor de roerkoning en een gestroomlijnd roerblad.

### Mariner-roer
Dit is een roer met wigvorm. Het heeft een vaste geleidekop en is ook halverwege gelagerd.

### Flaproer
Dit roer heeft aan de achterzijde een flap die verder kan draaien dan het roer zelf. Een bekende is het Becker-roer. Is er ook als balansroer.

### Schillingroer
Het Schillingroer is ontworpen om de door het roerblad opgewekte effectieve lift te verbeteren en daarmee de wendbaarheid van het vaartuig, voornamelijk bij lage snelheden.

### Straalbuis
De Kortstraalbuis wordt ook wel als roer gebruikt.

### Verlengd roer
Het werkend oppervlak kan bij kleine schepen eenvoudig vergroot of verkleind worden, zie foto Ophaalroer.

## Bediening

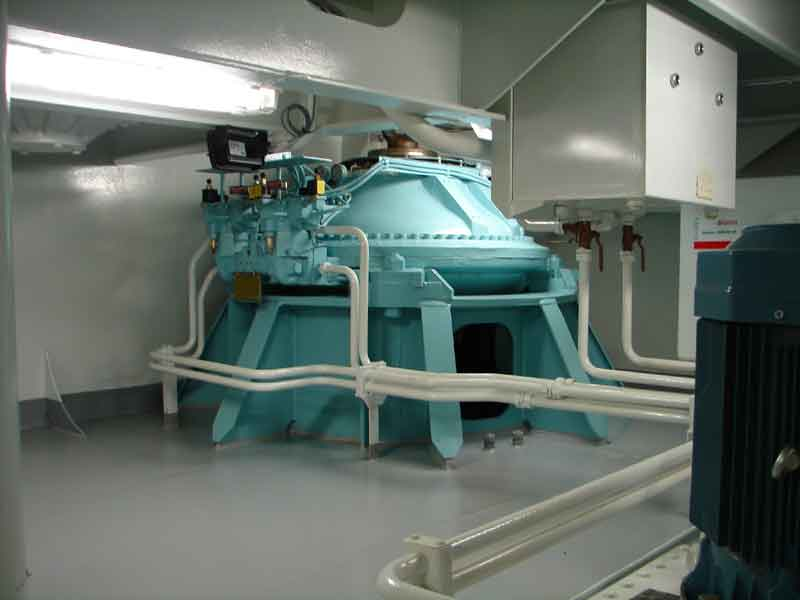
Een van de stuurmachines van de bergingssleepboot Abeille Bourbon

Op kleinere schepen wordt het roer vaak rechtstreeks bediend, door middel van een helmstok of helmhout. Bij kleine zeilboten wordt de helmstok soms verlengd met een helmstokverlenger, waardoor de stuurman zijn plek op het loefboord niet hoeft te verlaten om te kunnen sturen. Bij grote, zeegaande zeilschepen in de 16e en 17e eeuw werd de helmstok soms indirect bediend door een zogenoemde kolderstok: een verticale hefboom, waardoor de diepgelegen helmstok vanaf een hoger gelegen stuurplecht kon worden bediend. 
Helmstokbesturing is gevoelig en direct, maar gaat bij grotere schepen te veel kracht vergen.
Op grotere schepen wordt het roer daarom meestal indirect bediend door middel van een stuurwiel of stuurrad, bij grote zeiljachten vaak dubbel uitgevoerd. Het dient de veiligheid als rond de spaken van het rad een ring is aangebracht. Loopt een schip achteruit met het roer tegen een obstakel, dan zorgt de overbrenging ervoor dat het rad snel rond begint te draaien. Het kan zonder ring dan niet zonder gevaar voor een gebroken pols worden gestopt.
Inmiddels klassiek is de overbrenging van de kracht van het stuurwiel naar het roer door middel van een ketting via een kettingwiel en een kwadrant. Ook de overbrenging via een Engels stuurwerk is uit de tijd. Daarbij draait een schip naar bakboord als het stuurwiel naar stuurboord wordt bewogen en naar stuurboord als naar bakboord wordt gestuurd. Dit is overeenkomstig de werking van de helmstok. 
De roerbladen van de moderne schepen in zeevaart en binnenvaart worden bewogen door een stuurmachine. Deze wordt aangestuurd door een stuurautomaat of stuurwiel, stuurknuppel of joystick. De krachtoverbrenging tussen joystick, stuurwiel en roer kan op veel verschillende manieren plaatsvinden: mechanisch, hydraulisch, elektrisch, of combinaties hiervan. Bij een defect aan de stuurmachine moet het roer met mankracht bediend worden - voor dit doel kan er een stuurrad op het achterschip staan.

## Symboliek
In de beeldende kunst is het roer het attribuut van de Romeinse godin Fortuna.

## Trivia
- Het roer kan door een zorglijn aan het schip bevestigd zijn. Die kan het roer bergen als het schip aan de grond loopt en het roer uit de vingerlingen wordt gelicht. Maar het meest wordt de lijn op een kikker of bolder belegd en gebruikt om het roer vast te zetten. Achter het stuurwiel zit meestal een wiel met uitsparingen, waar een pal in valt als de roerketting strak wordt gedraaid. Het voorkomt het rammelen van de roerketting, wat vooral 's nachts hinderlijk is als er in het achteronder geslapen moet worden.